# Luigi Amato (pittore)

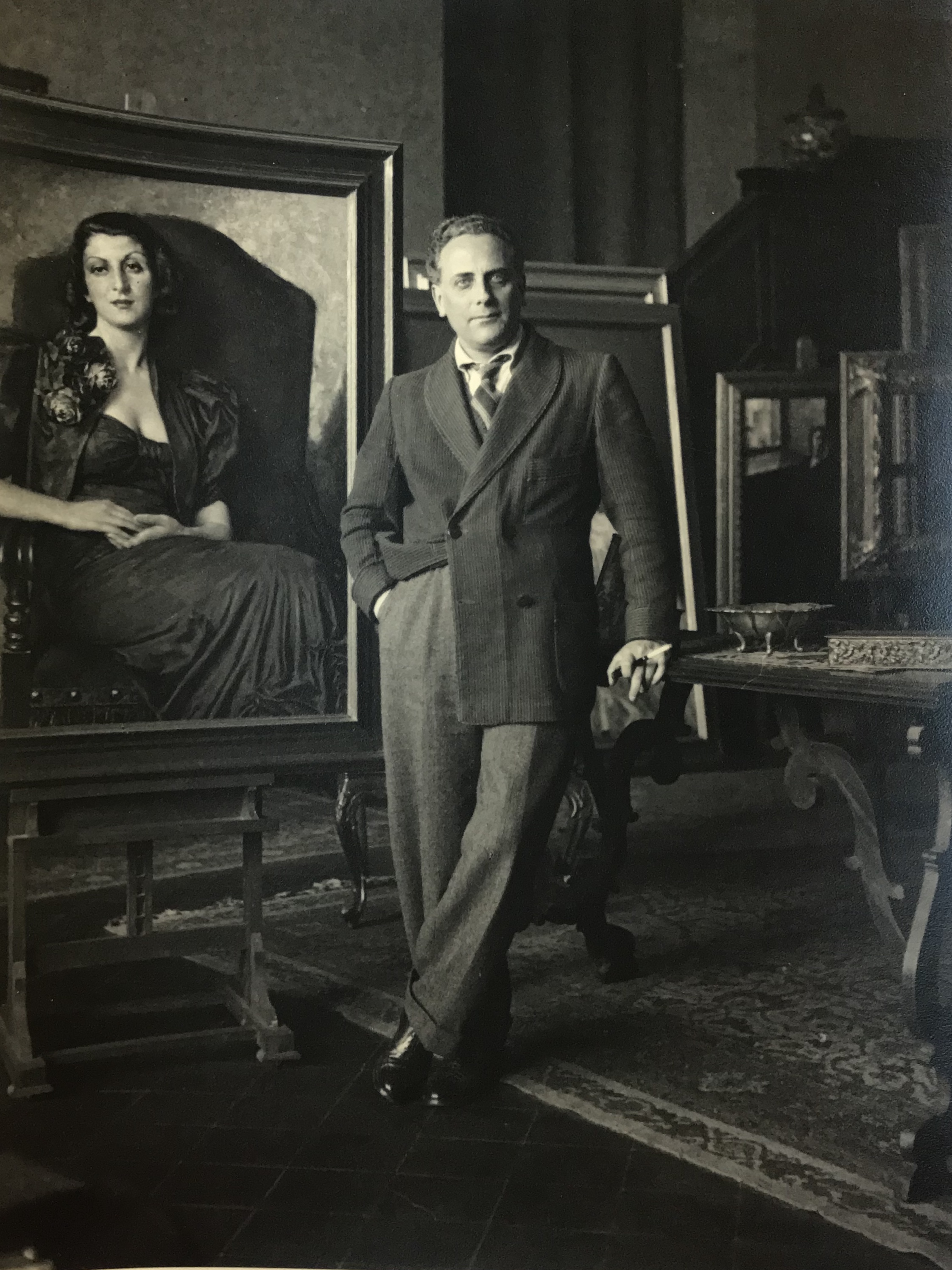
Luigi Amato nel suo studio di via Maria Cristina di Savoia a Roma, fine anni Trenta

Luigi Amato (Spezzano Albanese, 1º gennaio 1898 – Roma, 2 novembre 1961) è stato un pittore italiano.

## Biografia

### La giovinezza, la formazione e l’attività artistica dopo il primo conflitto mondiale
Luigi Amato nasce il 1º gennaio del 1898 a Spezzano Albanese, piccolo centro in provincia di Cosenza.
A soli cinque anni perde la mamma, Sofia Arabia, e dunque, a crescerlo è suo padre Francesco.
Questi era di professione costruttore edile e spesso portava il pittore insieme a lui nei vari cantieri di lavoro.
Proprio in questo periodo, Luigi Amato mostra il suo talento innato e la sua passione per il disegno e per la geometria, ricevendo i primi rudimenti dal genitore.
Dopo aver frequentato le scuole elementari da privatista, nel 1911 consegue il diploma di Maturità presso la Scuola Elementare di Rossano, in provincia di Cosenza.
L’anno successivo, si trasferisce a Roma, dopo aver vinto una borsa di studio messa in palio dalla Regione Calabria e inizia a frequentare la Regia Accademia di Belle Arti in Via di Ripetta.
Suoi maestri furono gli artisti Umberto Coromaldi, Duilio Cambellotti. Il 1916 è l’anno della chiamata alle armi. Luigi Amato è costretto ad interrompere il suo percorso di studi artistici perché, come tanti giovani dell’epoca, deve partire per il fronte.
Il congedo del 1919 gli consentirà di completare il percorso interrotto, che concluderà nell’estate del 1920.
Da qui in avanti si dedicherà completamente alla pittura, con una particolare propensione al ritratto.
Il 1920 è un anno importante per Luigi Amato, poiché esordisce con la sua prima mostra personale nel paese natio, Spezzano Albanese. Ad incoraggiare e patrocinare questa iniziativa furono Ferdinando e Gennaro Cassiani. Il primo avvocato meridionalista e storico, il secondo suo figlio, poi deputato. La mostra fu allestita presso il Circolo Formazione e Cultura sito nel comune calabrese.
L’evento espositivo fu, perciò, pretesto importante per far apprezzare le grandi capacità dell’artista, come dimostrano anche le parole pubblicate su Azione Nuova nel Novembre del 1920: “[…] Tutti i lavori esposti hanno riscosso e riscuotono l’ammirazione dei numerosi visitatori per precisione e correttezza di linee, per gusto squisito di intonazione e per caratteristici e vigorosi effetti di luce e d’ombre. […]. Al coro di congratulazioni degli innumerevoli visitatori, uniamo le nostre, con gli augurii più fervidi di un avvenire pieno di gloria.”
Egualmente la notizia viene riportata sul Il Mattino del 10 ottobre del medesimo anno.
Nel 1921, sulla rivista Calabria Vera, nel numero del 1º gennaio si riporta un'interessante descrizione critica dell’Amato, quale promessa dell’arte: “ L’Amato è giunto all’arte a furia di sacrifizi e per forza di amore. […]. Dei lavori esposti due sono di paesaggio e sei di figure: l’Amato, forse prematuramente confida di preferire la figura e di aspirare ad essere ritrattista. […] È nei paesaggi che l’Amato offre della composizione: sia nel quadro “Chiaro di luna” sia nell’altro “Dopo il crepuscolo”. Temi di virtuosismo per ogni altro giovane, mentre l’Amato non ha fatto altro, svolgendo il primo, che fondere gradualmente le tonalità di luce lunare sul cielo alla luce riflessa lagunare, sullo sfondo della notte nubila specie sotto le arcate del ponte, e così nell’altro paesaggio “Dopo il crepuscolo” ha pure fuso in senso verticale, la luce crepuscolare esterna alla luce del focolare domestico in un interno agreste. […].
Il talento del giovane calabrese non tarda ad essere riconosciuto, infatti è datata al 5 dicembre del 1922 la lettera ufficiale in cui viene favorevolmente accolta la sua richiesta di ingresso nella storica “Associazione Artistica Internazionale di Roma” di Via Margutta. Risale proprio a questo periodo anche la sua partecipazione all’Esposizione del Ritratto organizzata da quest’ultima. Della mostra, ed in particolare dell’artista, scrive Il Piccolo, pubblicando il ritratto di Vittoriana Zingone, figlia di Gennaro Zingone, industriale molto noto a Roma: “ […] è stato esposto un bellissimo quadro del giovane pittore calabrese Luigi Amato, che rappresenta la bella e intelligente bimba Vittoriana Zingone, figlia del nostro amico cav. Gennaro, l’industriale così noto nella Capitale. Il ritratto della Vittoriana è un pastello pregevolissimo per freschezza e somiglianza ed è stato oggetto di lodi e congratulazioni. Il giovane pittore Luigi Amato è un ritrattista già apprezzato dalla critica e dal pubblico, al quale è riservato il più lusinghiero avvenire."
Il 1925 è un anno importante per il pittore che, incoraggiato dall’amico poeta Trilussa, tiene la sua prima personale a Roma, che sarà organizzata proprio da quest’ultimo, presso le sale dell’Associazione Italo-Americana a Palazzo Salviati in Corso Umberto I 271, riscuotendo grande favore di critica e di pubblico.
L’evento attirerà anche l’attenzione dei giornali, tanto che Norberto Pazzini ne scrisse sul Messaggero del 9 gennaio. La notizia uscì anche su L’Epoca del 25 gennaio, sul Tevere del 10 gennaio, fino alla Cronaca di Calabria del 1º febbraio, di cui scriverà Ferdinando Cassiani, organizzatore della mostra a Spezzano Albanese del 1920.
La sua attività artistica è in incremento e Amato decide di affittare uno studio nella centralissima Via Montebello, come testimonia la ricevuta di pagamento di locazione datata al 23 maggio del 1925.
Nel 1926 espose presso la Società degli Amatori e Cultori di Belle Arti di Roma, nel 1931 presso l’Associazione Calabresi e Lucani e nel 1934 alla Sindacale Romana.
Nel 1927, in occasione del ricevimento in onore di Michele Bianchi, tenutosi presso l’Associazione Calabrese situata in Corso Umberto I, sempre nella capitale, un ritratto a pastello dell’Amato viene donato a questi. Dell’evento e del dono riportano cronaca sia il Messaggero del 28 aprile, che la Cronaca di Calabria del 1º maggio,
Nel 1928 esegue il ritratto dell’allora Miss Italia Livia Marracci.
Luigi Amato eccelle nel ritratto, genere in cui ama cimentarsi da sempre, pur se aveva dimostrato valentia esecutiva anche nel paesaggio. Le committenze si susseguono e nel 1929 realizza i ritratti del generale Francesco Saverio Grazioli e della vedova del poeta Giuseppe Aurelio Costanzo, Linda.
È del 1932 il ritratto del generale Attilio Teruzzi. A quegli anni risale il quadro che l’Amato fece della madre di quest’ultimo, pubblicato sul Piccolo nel mese di giugno 1933.
Nel 1935 le opere dell’artista appaiono sempre più di frequente sulla rivista Le Carnet Mondain.
In questo periodo il suo studio si trova in Via Maria Cristina di Savoia, sempre in Roma, e viene descritto come ampio, elegante e luminoso, a dimostrare il successo che Amato aveva ormai guadagnato nell’ambiente artistico.
Sempre sul Carnet Mondain è in copertina con i ritratti del Re d’Italia Vittorio Emanuele III e con quello della Regina Elena.
Nel dicembre del 1937, la vita del pittore si arricchisce di una grande gioia: nasce il figlio Francesco, avuto dalla moglie Marcella Giuntini, sposata alla fine degli anni Venti.
Al 23 novembre del 1937 è datata la lettera di una committenza del Circolo delle Forze Armate di Palazzo Barberini, in cui si richiede al pittore la realizzazione della copia del dipinto di sua Maestà la Regina Elena d'Italia. Luigi Amato aveva dunque raggiunto stima e notorietà in Italia, ma sono anche le esperienze all’estero a confermare questo successo. Ad accoglierlo, sul finire degli anni Trenta, saranno, infatti, due importanti e vivaci capitali europee, quali Londra e Parigi.

### Gli anni Quaranta in Italia e l’attività ed i riconoscimenti a Londra e Parigi
Nel 1938 il pittore giunse a Londra, dove espose alla trentanovesima mostra della The Pastel Society, tenutasi al Royal Institute Galleries 195, a Piccadilly. Inizialmente è invitato come esterno, ma poco dopo, il 26 gennaio 1939,  sarà invitato come socio effettivo. La sua presenza alla mostra e l’apprezzamento per il suo lavoro sono testimoniati anche da un articolo uscito sul Daily Telegraph del 14 gennaio di quell’anno.
Sempre nel 1938, a Maggio,  a “Le Salon” di Parigi prende parte alla "151° Exposition Officielle des Beaux-Arts” presso il Grand Palais des Champs Élysées con lo splendido pastello “Piccola Calabrese”. Nel relativo catalogo è riportato che Amato risiede a Folkestone, in Inghilterra. Proprio partecipando a questo evento espositivo, riceve una Menzione d’Onore, attirando subito l’interesse dei critici e delle riviste di settore come “Arts” in cui, nelle note biografiche sarà definito “Enfant prodige de la peinture” e di cui verrà sottolineato, oltre alle importanti doti artistiche,  il suo ingresso nella Pastel Society. Anche  “Le Revue Moderne” scriverà di lui, ponendo in risalto le sue capacità sin dalla giovane età, la sua formazione romana con Coromaldi e Cambellotti, sino alla sua maturità espressiva che lo aveva fatto apprezzare non solo in Italia, ma anche all’estero.
Tale menzione fu proposta sia dal critico M. Henry Maistre  (della rivista Arts), con una lettera datata 9 maggio 1938, che dalla rivista Le Revue Moderne, con lettera dell’11 maggio dello stesso anno.
Nel catalogo della mostra della Pastel Society del 1939, Luigi Amato è inserito quale membro effettivo e con considerevoli quotazioni. Nel marzo del 1939 tiene una mostra presso la Arlington Gallery, situata al 22 della londinese Bond Street, dove sono esposti diversi ritratti e studi, ad olio e pastello.
Sempre relativamente all’attività del pittore all’estero, è fondamentale citare il contenuto del catalogo d’arte Apollo che nel numero dell’aprile del 1939 contiene un interessante saggio su Pablo Picasso, Luigi Amato e Ben Nicholson, in cui è riportato che: “[…] These three artist may therefore readily stand as representatives of three distinct categories of art […]” ed in cui si fa riferimento proprio alla mostra presso l’Arlington Gallery.
Nel mese di maggio del 1939 Luigi Amato si sposta a Batsford, Campden, nel Glouchestershire, così come testimoniano i documenti ufficiali della regolarizzazione della residenza.
Nel luglio dello stesso anno partecipa alla mostra “Exhibition summer 1939” di “The Royal Society of British Artists” presso Suffolk Street, Pall Mall, London, con il pastello “Study”.
Il 28 ottobre 1939 viene insignito del prestigioso titolo di Cavaliere dell’Ordine della Corona d’Italia.
Il 1943 è l’anno della grande mostra presso la Galleria San Marco nell’elegante e centralissima Via del Babuino a Roma, tenutasi dal 28 aprile all’8 maggio. Ad introdurre con un suo scritto l’evento espositivo e la pittura dell’Amato, all’interno del relativo catalogo, fu Piero Scarpa, critico de Il Messaggero.
Sempre sul Messaggero un riferimento alla mostra a firma di Alberto Savinio, musicista, scrittore e pittore di fama, fratello di Giorgio De Chirico: “Luigi Amato è tecnico del pastello assai esperto e con questo suo procedimento riesce ad ottenere effetti plastici e luminosi veramente mirabili. L’espressività e la verità costituiscono la base della sua arte pittorica che non ha spiccato accento di tendenza se non quello di offrire all’osservatore, con immediatezza, quel godimento alla vista ed allo spirito che la nobiltà e la sincerità d’un artista attento, abile e sereno è in grado di procurare senza riferimenti a questa o a quella scuola […]. All’inaugurazione presenziò anche il re Vittorio Emanuele III che appose la sua firma sul relativo libro. La notizia fu riportata da diversi quotidiani, tra cui il Messaggero, il Giornale d’Italia del 6 maggio 1943 e altre testate. 

### Attività dopo la Seconda Guerra Mondiale e gli anni a Capri
Si trasferisce stabilmente a Capri nel 1948, per allontanarsi da una Roma post bellica in cui non si sente più a suo agio. Nell’isola partenopea risiede presso la Villa Bel Sorriso, dove continua a produrre le sue opere e a circondarsi di amici e colleghi. Da i primi pennelli e colori alla pittrice naïve Carmelina di Capri e incoraggia il pittore-postino Torelli. La sua casa e il suo studio erano frequentati da tante personalità provenienti da ambienti differenti e tanti artisti, come l’illustratore Mario Laboccetta, i pittori Ezelino Briante, Raffaele Castello e Felice Giordano.
Da un articolo pubblicato su Bazar Alta Classe del 1956, apprendiamo come proprio a Capri, l’artista si dedicasse non solo alla pittura, ma anche all’astronomia, costruendo in autonomia i telescopi.
“Una visita al Maestro Amato significa un omaggio all’Arte: sostare nel suo Studio, nella “Villa Bel Sorriso” in Via del Valentino, a Capri, significa offrire all’animo emozioni estetiche. […]…vi sorride l’Arte pura; ci accolgono opere d’Arte di una bellezza sorgiva, […]. Osservando una Collezione di tele di questo pittore, ciò che d’immediato ci sorprende, insieme all’emozione estetica che ci coglie è che la naturalezza, la spontaneità e gli stati d’animo sono resi con un’evidenza, una compiutezza che raggiungono il vertice della forza espressiva. […]. Sono “parlanti” i suoi quadri: concedetemi questo termine per spiegare sino a qual punto essi sono palpitanti di vita, eloquenti, comunicativi, siano pastelli od olii, ritratti e paesaggi. […]. Queste le parole che Rina Chiantaretto scrive sulla rivista “Capri segreta” nel Giugno 1957 ed in cui sottolinea la grande capacità introspettiva, oltre cha la grande maestria tecnica, che l’artista attua a fa emergere nelle figure rappresentate. Nel 1958, Luigi Amato partecipò alla Biennale di Venezia con i pastelli Ritratto di fanciulla e Piccola Calabrese, riscuotendo anche qui successo e interesse come evidenzia anche l’articolo uscito a firma di Milo Corso Malversa su Bazar Alta Classe: “A proposito della Biennale di Venezia ed alle polemiche sorte attorno all’astrattismo […]. I negatori dell’astrattismo sono fuori strada […]; lasciamo queste esercitazioni tutte intime o personali che han poco a che fare con l’arte, ma che cos’è l’astrattismo se non trasfigurazione della realtà visibile? L’arte è astrazione della realtà altrimenti non sarebbe arte. Osserviamo questi capolavori di Renoir, Chagall, Amato, Derain. Astrattismo; poiché sono opere filtrate da personaggi viventi e normali e che, attraverso lo spirito e l’arte degli autori, divengono tutt’altra cosa.”

### La scomparsa dell’artista
Una grande amicizia e stima reciproca legava Luigi Amato anche all'artista, poeta e compositore di matrice futurista, Livio Tanzi, amicizia testimoniata da alcune belle corrispondenze dense di ricordi e affetto fraterno. Sarà proprio Tanzi, che viveva da tempo in Francia, a dedicargli un sentito articolo dopo la sua morte, avvenuta a Roma il 2 novembre del 1961, dove la malattia lo tolse improvvisamente all’amore dei suoi cari e al mondo dell’arte a soli 63 anni.
Scrive Tanzi: “Da soli pochi mesi Luigi Amato ci ha lasciati e già la sua figura si staglia precisa nella pur breve prospettiva del tempo.
La sua indimenticabile personalità s’impone al ricordo di chi lo conobbe ed ebbe con lui dimestichezza di vita e di pensiero.
Nato in Calabria, alla fine del secolo, studiò e visse a Roma dove dedicò al ritratto i suoi anni giovanili […] fu invitato nel ’39 in Inghilterra per eseguire dei ritratti tra le persone dell’alta società inglese […]. Fu di quell’epoca anche una sua mostra personale alla “Arlington Gallery” in Bond Street, a Londra, e in quella occasione gli inglesi gli accordarono il loro consenso nominandolo all’unanimità membro del “Paste Society”. Poco prima un suo pastello esposto al “Salon” di Parigi aveva ottenuto un premio d’onore […] nel ’43 preparò una “personale” alla galleria “San Marco” in Via del Babuino, rimasta famosa perché in 24 ore furono vendute tutte le 60 opere esposte, olii e pastelli, un record mai raggiunto da nessuno, e di cui la stampa parlò diffusamente. Quella mostra fu anche visitata dal re Vittorio Emanuele, che conosceva bene l’artista, avendogli egli eseguito qualche anno prima un grande ritratto insieme a quello della regina Elena […].
Per il re quella visita fu certamente l’ultima del genere… […].
Egli fu certamente interprete della bellezza nel senso più nobile dell’espressione; i suoi quadri di figura, richiesti da gallerie e collezionisti di tutto il mondo, sono un raro documento della donna del nostro tempo, sentita da un artista che ha saputo coglierne i caratteri essenziali, spogliandola di ogni caducità. Nei volti di vecchi, bambini e di donne, è sempre e soprattutto anima che si manifesta con tanta naturale forza, da lasciare l’osservatore avvinto e turbato.
[…] non amava la grossa pubblicità che trovava poco confacente alla serietà dell’arte e alla dignità dell’artista. […] era un pittore autentico e sincero. […]. La sua più grande aspirazione era di poter arrivare a dipingere per sé soltanto, e poter dire la parola conclusiva che ancora gli premeva dentro.
Purtroppo la morte è arrivata ancora quando era nel pieno delle sue forze e delle sue speranze, ma quello che ha lasciato di sé è già tanto, e sarà di grande insegnamento a chi saprà intenderlo.
Un insegnamento ed un incitamento, per chi, come lui potrà ancora credere che l’artista è fuori dal tempo e dalle mode, antico e nuovo sempre, e tanto è più grande quanto più opera in umiltà e purezza di cuore, perché l’Arte è un atto d’amore, un omaggio alla Creazione, un messaggio di bellezza e i suoi valori sono eterni, come lo spirito dell’uomo…”
Le sue opere, oltre che in Italia ed Europa, hanno trovato largo e ampio successo anche oltreoceano, a New York, Chicago. Diverse le case d’aste che in questi anni hanno battuto capolavori dell’Amato: da Finarte a Rubinacci, da Rinascimento Auctions alla Skinner di Boston e altre.

## Mostre
- 1920. Mostra Personale presso il Circolo Formazione e Cultura, Spezzano Albanese (Cs);
- 1925. Esposizione del ritratto a cura dell’“Associazione Artistica Internazionale di Roma” Via Margutta;
- 1925. Mostra personale presso l’Associazione Italo-americana, Palazzo Salviati, Roma, organizzata dal poeta Trilussa;
- 1926. Espone presso la Società degli Amatori e Cultori delle Belle Arti di Roma;
- 1931. Espone presso l’Associazione Calabresi e Lucani a Roma;
- 1934. Espone alla Sindacale di Roma;
- 1938. Espone alla 151ª Exposition Officielle del Beux-Arts al Grand Palais de Champs Elisèes, Parigi;
- 1939. Espone come membro esterno presso la mostra annuale della Pastel Society al Royal Institute Gallery a Piccadilly, Londra;
- 1939. Espone nuovamente alla Pastel Society come membro effettivo;
- 1939. Espone alla Arlington Gallery di Londra;
- 1939. Espone alla Exhibition Summer 1939, curata dalla The Royal Society of British Artists a Londra;
- 1943. Mostra personale presso la Galleria San Marco in Via del Babuino a Roma;
- 1958. Partecipa alla Biennale di Venezia.

## Riconoscimenti e appartenenze
Membro dell’Associazione Artistica Internazionale di Roma in Via Margutta (1922)
Mension Honorable Société Des Artistes Francais Salon de 1938
Membro della Pastel Society di Londra (1939)